# Weibliche Nachwuchs-Basketball-Bundesliga
Die Weibliche Nachwuchs-Basketball-Bundesliga (WNBL) ist die höchste deutsche Basketballliga für Spielerinnen im Alter von unter 18 Jahren (U18) und die Deutsche Jugendmeisterschaft in dieser Altersklasse. Als eine am Leistungssport orientierte Ausbildungsliga dient die WNBL der Nachwuchsförderung, soll den Spielerinnen zusätzliche Spielpraxis auf hohem Niveau gegen etwa gleich starke Jugendliche ermöglichen. Sie ist ein Projekt des Deutschen Basketball Bunds (DBB).
Um das Ziel der Jugendförderung zu gewährleisten, können die Teams Spielgemeinschaften bilden und Spieler aus dritten Vereinen einsetzen. Da die WNBL lediglich additiv ist, nehmen die Spielerinnen je nach ihrem Leistungsstand zusätzlich am normalen Ligabetrieb teil.
Die erste Spielzeit der WNBL war die Saison 2009/2010.

## Spielbetrieb
Die Vorrunde wird von 24 Mannschaften gespielt, welche in vier Gruppen nach geographischen Gesichtspunkten eingeteilt werden. Nach einer Hin- und Rückrunde werden die vier bestplatzierten Mannschaften einen Play-off-Baum mit der anderen Nord oder Süd Staffel bilden. Die zwei Halbfinalisten des jeweiligen Baums treffen im Final 4 aufeinander und spielen dann gegen die anderen Mannschaften um Platz 3 oder um den Meistertitel. Die beiden letztplatzierten Mannschaften müssen nun in den Play-downs gegeneinander spielen, wieder in einer Nord- und Südstaffel. Die beiden erstplatzierten Mannschaften erreichen den Klassenerhalt, während die anderen zwei Mannschaften in der Relegation Nord oder Süd noch mit vier Aufsteigern um jeweils zwei WNBL Tickets kämpfen muss.

## Bisherige Meister
- 2010: SV Halle Junior Lions
- 2011: SG TV Saarlouis/ BIT Trier
- 2012: BG Zehlendorf
- 2013: TSV Hagen 1860
- 2014: OSC Junior Panthers
- 2015: Herner TC
- 2016: Girls Baskets Braunschweig/Wolfenbüttel
- 2017: Girls Baskets Braunschweig/Wolfenbüttel
- 2018: TS Jahn München
- 2019: ChemCats Chemnitz
- 2022: Alba Berlin
- 2023: Rhein-Main Baskets
- 2024: BSG Basket Ludwigsburg